# Condado de Perry (Tennessee)
O Condado de Perry é um dos 95 condados do Estado americano do Tennessee. A sede do condado é Linden, e sua maior cidade é Linden. O condado possui uma área de 1 095 km² (dos quais 21 km² estão cobertos por água), uma população de 7 631 habitantes, e uma densidade populacional de 7 hab/km² (segundo o censo nacional de 2000). O condado foi fundado em 1818, e organizado oficialmente em 1819.